# Perfect Symmetry (песня)
«Perfect Symmetry» — песня, написана и исполнена британской рок-группой Keane, издана 29 декабря, 2008. «Perfect Symmetry» является третьим синглом с одноимённого альбома.

## Распространение
Существует два варианта сингла — первый, помимо основного трека Perfect Symmetry содержал в качестве би-сайда композицию Staring At The Ceiling. Эта версия сингла продавалась в формате CD и Винила. Второй вариант был доступен для цифровой дистрибуции, в нём присутствовал ремикс на Perfect Symmetry, и Live-версия песни.

## Список композиций

### CD и Винил
| №  | Название                 | Длительность |
| -- | ------------------------ | ------------ |
| 1. | «Perfect Symmetry»       | 5:12         |
| 2. | «Staring At The Ceiling» |              |

### Цифровая дистрибуция
| №  | Название                              | Длительность |
| -- | ------------------------------------- | ------------ |
| 1. | «Perfect Symmetry»                    |              |
| 2. | «Perfect Symmetry (Frankmusik Remix)» |              |